# ミサイル防衛
ミサイル防衛（ミサイルぼうえい、英語: Missile Defense, MD）または弾道ミサイル防衛（だんどうミサイルぼうえい、英語: Ballistic Missile Defense, BMD）は、主に弾道ミサイルからある特定の区域を防衛すること及びその構想である。敵のミサイルを迎撃するミサイル防衛は時代と共にその名称が変遷して国家の安全保障にとって重要になってきている。

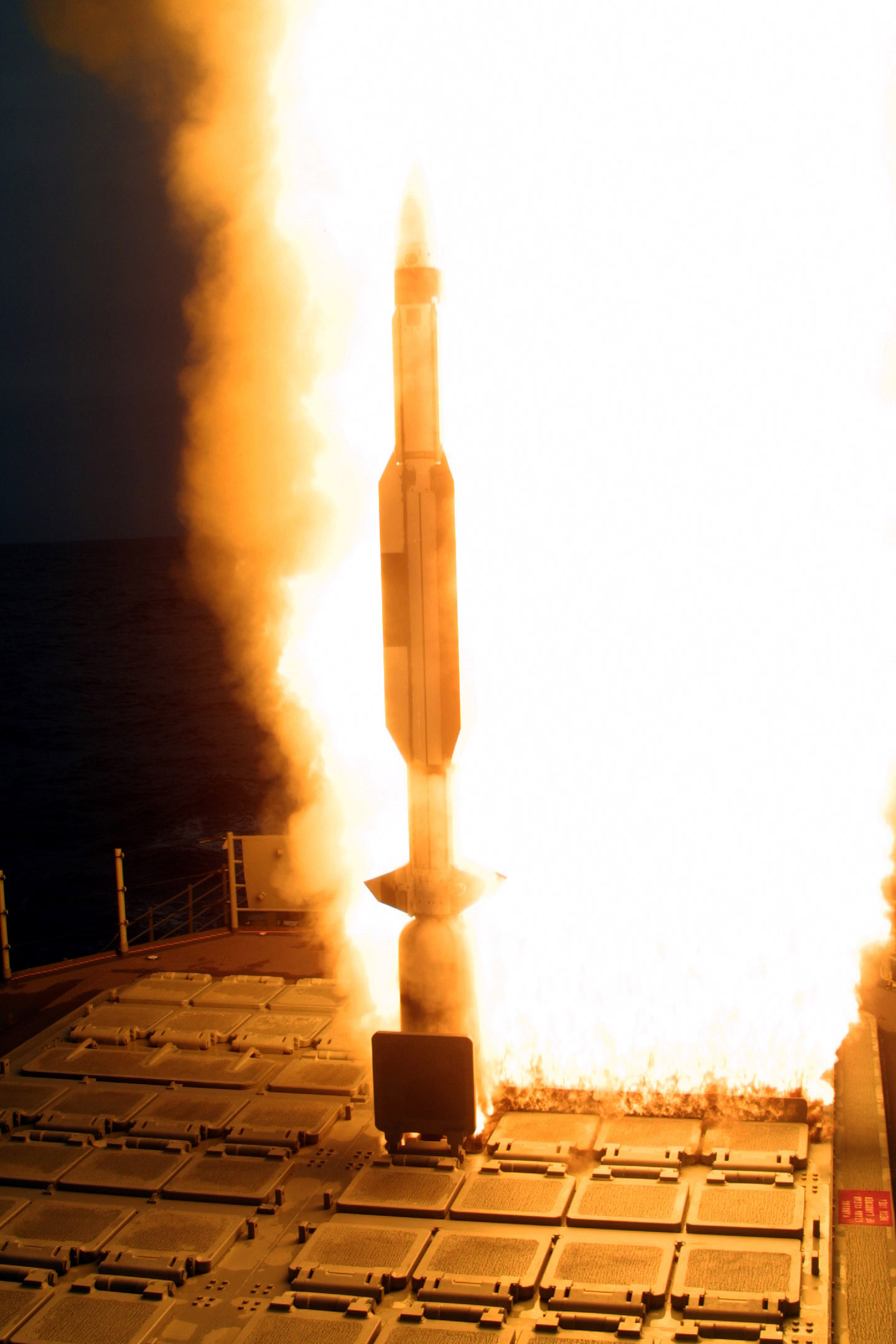
弾道弾迎撃ミサイル スタンダードミサイル SM-3

## 歴史

### ミサイル防衛の始まり
核ミサイルが登場した当初から、これを爆発前に撃ち落とす技術の開発は始まっていた。
1960年代には米・ソの双方でABM（Anti-Ballistic Missile）と呼ばれる弾道弾迎撃ミサイルが開発されている。当時は精密誘導技術が未熟だったため、迎撃ミサイルにも核弾頭を搭載し、核爆発の広範な破壊力によって命中率を補う方式であった。これにより、相互確証破壊の崩壊を懸念してABMの配備を制限する弾道弾迎撃ミサイル制限条約（ABM条約）が米ソ間で結ばれた。
しかし、核ミサイルを迎撃するのに核ミサイルを使用したのでは、放射性降下物の被害が避けられないこと、大気圏での核爆発に伴う大規模な電磁パルス障害のせいで電波障害や送電系統の破壊が起き、敵国の第二次攻撃に対抗できないことから、このような核弾頭を搭載するタイプの迎撃ミサイル開発は次第に廃れていく。

### SDI
1980年代に入ってから、アメリカ合衆国大統領ロナルド・レーガンは、戦略防衛構想（SDI、Strategic Defense Initiative / エス・ディー・アイ）構想を発表した。人工衛星に搭載したレーザー兵器や電子ビームおよび迎撃ミサイルによって、飛来するミサイルを破壊するというものであった。開発には巨額の予算が投じられたが、実現には至らなかった。この計画は、当時の技術力ではあまりにも非現実的でスペースオペラ張りであったため、「スターウォーズ計画」と言われた。
SDI構想については、現実味の薄い計画に無駄に大金を投じたという批判がある一方で、ソ連に対抗策を強要してその崩壊を早めさせたという意見もある。実際にソ連では衛星攻撃兵器によりSDIの迎撃衛星を破壊する実験が行われていた。なおソビエト連邦の崩壊を早めさせたという意見については、公開された当時のソ連首脳部の方針を根拠にしてカール・セーガンらが否定的な見解を出している。

### GPALS
冷戦の終結後、ソ連の脅威に代わって戦域弾道ミサイルの拡散が大きな問題になった。そして湾岸戦争をきっかけに、弾道ミサイルの脅威が広く知られるようになると、ジョージ・H・W・ブッシュ政権の下、GPALS（Global Protection Against Limited Strikes / 限定的攻撃に対する地球規模防衛構想）が提唱された。SDIが超大国間の大規模な攻撃を想定していたのに対して、GPALSは湾岸戦争でのイラクのような国による弾道ミサイル攻撃への対処を目的とし、ソ連との共同開発も図られた。
迎撃方式も改められ、宇宙配備と地上配備の迎撃・追跡システムを組み合わせる事とされていた。後述のTHAADやパトリオットミサイル PAC-3が計画されたのはこのころである。

### TMDとNMD
ビル・クリントン政権が、GPALS計画を破棄し、代わって打ち出したのがTMD（Theater Missile Defense/戦域ミサイル防衛）である。これは、GPALSで予定されていた宇宙配備の迎撃システムを構築するためにはABM条約を破棄せねばならず、これを嫌ったためとされている。TMDでは地上配備型の迎撃ミサイルが迎撃の中心となっている。
その後、再びアメリカ合衆国本土を狙うことができる長射程の弾道ミサイルに対する懸念が高まった。具体的には、イランのシャハブ3や、北朝鮮のテポドン1などである。これらは射程が1,000km前後であるものの、将来的には米本土に対する脅威になりえると見られていたからである。この脅威に対抗するために始められたのがNMD（National Missile Defence/米本土ミサイル防衛・国家ミサイル防衛）である。

### 現代のミサイル防衛
その後、これらの計画を引き継いだジョージ・W・ブッシュ政権は、NMDとTMDを統合してMDとし、大気圏外での迎撃実験を制限していたABM条約を破棄してICBM迎撃ミサイルの開発と配備を本格化させ、ヨーロッパへのMD網展開を検討するなど、前政権に比較してアメリカ本土を守るミサイル防衛に力を入れた。
なお、アメリカ以外でも弾道ミサイル迎撃能力を持つミサイルは開発されており、イスラエルのアロー(Arrow)や、ロシアのS-300などが知られている。

### ミサイル防衛網を無効化にする取り組み
2018年3月1日、ウラジーミル・プーチンロシア大統領は、一般教書演説の中でアメリカのミサイル防衛網を突破することを可能とする開発中の新型兵器を紹介。新たな大陸間弾道ミサイル（RS-28）や原子力推進の巡航ミサイルなどの存在を明らかにした。
各国ではミサイル防衛網の突破を狙い、Falcon HTV2（アメリカ）、東風17号（中国）、アバンガルド（ロシア）など、ブースターで極超音速まで加速後、低空を滑空し目標へ突入する極超音速兵器の開発が行われている。同時に極超音速兵器の迎撃システムの開発も行われている。

## アメリカのBMD構想
弾道ミサイル迎撃の方法としては発射直後のブースト段階で破壊するもの、発射後大気圏外で慣性飛行している段階で破壊するもの、着弾前の再突入段階で破壊するものの3つに分けられる。基本的にこの3つは個々で使用されるわけではなく、あわせて使用され撃墜率を高める。
弾道ミサイルは射程1,500km程度なら秒速4,000m、5,500kmなら秒速6,000m、大陸間弾道ミサイルなら秒速8,000m以上で飛行し、射程1,000km以上の物なら現状では2段式から3段式になることから、長射程の弾道ミサイルほど開発するのが難しく、コストもかかり信頼性も落ちる。しかし長射程の弾道ミサイルになれば成る程、迎撃側のミサイル防衛システムの方が更に極端な高性能化（相手の速度が極大化する）が要求される事になり技術的な難易度は高くなる。
ミサイル防衛で使用される兵器は、弾道弾を所持する国家に対してその効用を全く失わせる万能兵器では無く、政治的な圧力をかける為の兵器でもない。弾道弾と大量破壊兵器を併せ持つ国家は増えるばかりだが、その種の国家の武力的恫喝に対する限定的な対処手段にすぎない限界を持っている。

### 早期警戒と指揮統制
弾道ミサイルの発射は早期警戒衛星によって探知される。衛星による早期警戒情報は極めて重要で、PAC-3開発時の推定によれば、早期警戒衛星の情報が無い要撃部隊単体での期待要撃率は、早期警戒衛星の情報がある場合に比べて半減するものと考えられている。
そのための衛星として現在はDSP衛星が用いられているが、その後継として宇宙空間赤外線システム（SBIRS）衛星が開発されている。SBIRS衛星においては、DSP衛星と比して、探知精度は5倍以上に向上している。これらはいずれも高感度の赤外線センサーを搭載し、特徴的な熱源を探知して、即座に地上ステーションに通報する。その情報は、アメリカ本土のMCS（Mission Control Station）または日本やドイツ、韓国の米軍基地に配置されたJTAGS（Joint Tactical Ground Station）で受信される。
これらの早期警戒情報は、アメリカ四軍の統合情報配布ネットワークであるIBS（Integrated Broadcast Service）によって各部隊に送信されることになる。アメリカ軍のイージスBMD艦においては、IBSに接続するための端末であるJTT（Joint Tactical Terminal）が配備されており、IBSで配布された早期警戒情報を受信することができる。
また、早期警戒情報に続いて、発射された弾道ミサイルを識別・追尾するため、低軌道を周回するSTSS衛星（旧称SBIRS(Low)）の配備も進められている。衛星以外にも、航空機搭載型の赤外線センサーも研究されており、日本においては、エアボス （AIRBOSS）として試験が行われている（#日本におけるミサイル防衛）。

### 上昇段階（ブースト・フェイズ）

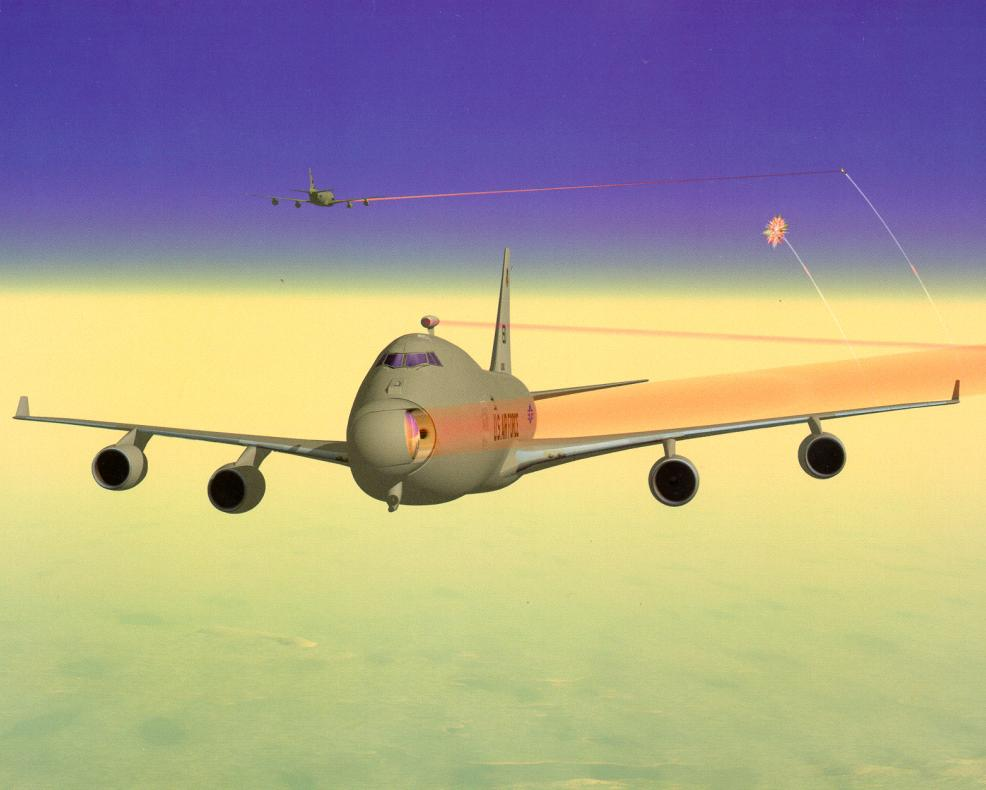
AL-1A（想像図）

ブースト段階での迎撃の利点は、ミサイル自体がまだ低速で、また弾頭を切り離す前であるため大きいことから、迎撃が比較的容易であることである。逆に欠点としては、迎撃手段が常に対応可能な位置にいるとは限らないことである。またその性質上、敵領空内での迎撃となる可能性が高いため、制空権が確保されていない場合使用が困難でもある。この段階での破壊に用いられる兵器としては、ABL（Airborne Laser）やKEI（Kinetic Energy Interceptor）が挙げられる。
ABL（Airborne Laser）はレーザーを使用しブースト段階のミサイルを破壊しようとするものであり、アメリカ空軍において、AL-1 として2011年まで開発していた。これは、サイエンス・フィクション的な威力によってミサイルを焼き切ったりするものではなく、弾道弾が上昇中のほんの一時期、ロケットモーターが全力で推進している状態でレーザー光を照射する事により高圧状態のミサイル本体、特に推進剤タンク部分の外板に負荷を掛けて、ロケットを自爆させる兵器である。この原理上、燃焼が終了したミサイルには効力がない。つまり、ABLを領空内に侵犯させない限り、広い国土を持つ大陸国家（アメリカ、ロシア、中国、インド）相手の迎撃は、その射程（200-300kmを想定）から見て不可能である。
KEI（Kinetic Energy Interceptor）は大型の対空ミサイルで、この後の段階での迎撃に用いられているスタンダード・ミサイル3型（SM-3）やTHAADミサイルと同様、直撃によって目標を撃破する運動エネルギー投射体（Kinetic projectile）を使用する。地上発射型と、艦船搭載型の開発が進められている。

### 中間段階（ミッドコース・フェイズ）
目標となる弾道ミサイルが宇宙空間を慣性飛行している段階で、これを迎撃するために使われる兵器としてはイージス弾道ミサイル防衛システムのスタンダード・ミサイル3型（SM-3）や、地上発射型のGBI（Ground Based Interceptor）が挙げられる。なお、これらSM-3、GBIミサイルのいずれも、最終段階においては赤外線で目標を追尾し、ロケット・スラスターで微調整しつつ、直撃による運動エネルギーで目標を撃破する運動エネルギー投射体を使用しており、SM-3ではLEAP（Light weight Exo-Atmospheric Projectile：軽量大気圏外投射体）、GBIではEKV （Exo-Atmospheric Kill Vehicle: 大気圏外迎撃体）と呼ばれている。

#### イージスBMDとSM-3
イージスシステムはもともと優れた防空システムであるが、ミサイル防衛任務に使用するため全体に改修が必要とされた。従来、対空ミサイルとして使用されてきたRIM-66/67/156スタンダード・ミサイル2型（SM-2）は航空機迎撃用であり、高高度での弾道ミサイルの迎撃は不可能（SM-2は空力操舵タイプ）である。このため、弾道ミサイル迎撃専用のRIM-161スタンダード・ミサイル3 (SM-3)が新たに開発され、これがイージスBMDシステムの主たる武器となる。
また、このスタンダードSM-3を適切に運用し、さらに高高度の弾道ミサイルを正確に捕捉・追尾するため、AN/SPY-1レーダーをはじめとして、イージス・システムそのものにも全体的な改修が必要となる。これらの改修はスパイラル開発のコンセプトに基づいて、イージスシステムそのものとは独立して進められており、2008年12月の時点で、アメリカ軍においてはイージスBMD3.6と呼ばれるバージョンが実戦配備されつつある。これは、2004年より進められてきた開発の最初のブロック（Block 2004）の最終型で、弾道弾の追尾能力とSM-3ブロックIAの発射能力を兼ね備えており、イージスBMDの初期配備体系とされている。
イージスBMD艦は、弾道ミサイル発射を知らせる早期警戒情報を受けて、通報された方向を中心に、特定の範囲にAN/SPY-1レーダーの能力を集中させて、濃密な走査を実施する。このとき、AN/SPY-1の最大探知距離は1,000km以上にも達すると言われている。ちなみに2009年の飛翔体対処の事例において太平洋側のイージス護衛艦「きりしま」が追尾終了と報告したのは」IRBMクラスの飛翔形態において1,100km地点であった。
SPY-1レーダーが目標を捕捉・追尾すると、その情報はイージス・システムの戦術情報処理装置（C&DとWCS）に入力され、射撃諸元が計算されて、SM-3が発射される。演習上のSM-3ブロックIAの交戦高度は通常150km程度で実施されるが、これは射程1,500km程度の準中距離弾道弾（MRBM）を想定し弾道コースに直交する要撃状況（当然防護範囲は広くなり、一隻で日本列島の半分をカバー出来る）のデータであり、ヘッドオン（正対迎撃）の場合には高度500kmの弾道弾（射程3,000-5,500程度の弾道ミサイルに相当）軌道頂部で迎撃が可能とされている。高度70〜500km対応可能。
さらに、2012年より配備される予定のイージスBMD5.0においてBMDと通常対空戦のプログラムは統合されてSM-3ブロックIBに対応し、2015年より配備開始されるイージスBMD5.1においてはSM-3ブロックIIAに対応できるようになる。ブロックIIAは射程と迎撃精度と威力が向上しており、より高速で高射程の射程5,500km程度の中距離弾道弾（IRBM）や上昇段階（ブースト・フェイズ）の最終段階まで迎撃可能になる予定であり2018年から実戦配備予定である。さらにブロックIIBでは多弾頭型の大陸間弾道ミサイル（ICBM）や潜水艦発射弾道ミサイル（SLBM）にも対応する予定であるといわれていたが開発が凍結されている。
SM-3システムは、より高度な迎撃試験が段階的に繰り返し実施されていて、現在まで非分離型弾頭の迎撃、分離型弾頭の迎撃、分離型弾頭と推進部の2弾同時迎撃、弾道弾と航空機の同時迎撃などを、システムエラーや標的ミサイルの発射不能などの事例による失敗以外のほとんどで成功を収めている。

#### Xバンド・レーダーとGBI
GBI（Ground Based Interceptor）は大陸間弾道ミサイル（ICBM）よりアメリカ本土を防衛することを目的とした地上発射型の3段式迎撃ミサイルで、07年末までにカリフォルニア州ヴァンデンバーグ空軍基地に3発、アラスカ州フォート・グリーリーに21発が配備された。2009年末には計40発にする計画である。これに加えて、ポーランドに発射基地の建設を計画していたが、ロシアの反発を受けたこともあり、オバマ政権がイランのICBMによる脅威は低いとしてスタンダードミサイル SM-3の配備に変更された。ポーランドに配備されるはずだったGBIは、アメリカ本国に配備されているものから3段目のブースターを取り去った2段式となるとされていた。
また、GBIシステムにおいて、目標の探知・追尾に用いるため、大型のXバンド・レーダーが開発されている。このうち、海上配備型のXバンド・レーダー（SBX: Sea-Based X-Band Radar）が既にアラスカに配備されており、推定探知距離は5,000kmとされている。また、地上配備型のXバンド・レーダーであるXBRも開発されており、プロトタイプのGBR-Pは1998年より、クェゼリン環礁のUSAKAにおいて試験中である。
なお、日本の青森県の車力分屯基地と京都府のアメリカ軍経ヶ岬通信所に配備されているAN/TPY-2は、THAADミサイルの構成装置の一つであり、同じXバンドを使用するが、終末段階での目標捕捉を目的として、探知距離はより短い。軍用レーダーにおいて、Xバンドは本来、近距離での目標追尾に多用される周波数で、遠距離での捜索用に使用するにはアンテナが巨大化する為あまり用いられない。

### 終末段階（ターミナル・フェイズ）
終末段階、目標となる弾道ミサイルが再突入している段階で弾頭の迎撃に成功したとすると、弾頭の残骸や弾頭内の放射性物質が迎撃国領内に降り注ぐ可能性はある。だが、この事象による環境への影響は、原子力発電所の爆発事故や核爆発と比較すると、無視できるレベルと考えられている。この段階での迎撃に使用される兵器としてはTHAAD（Terminal High Altitude Area Defense）、パトリオットPAC-3システムが挙げられる。

#### THAADミサイル・システム

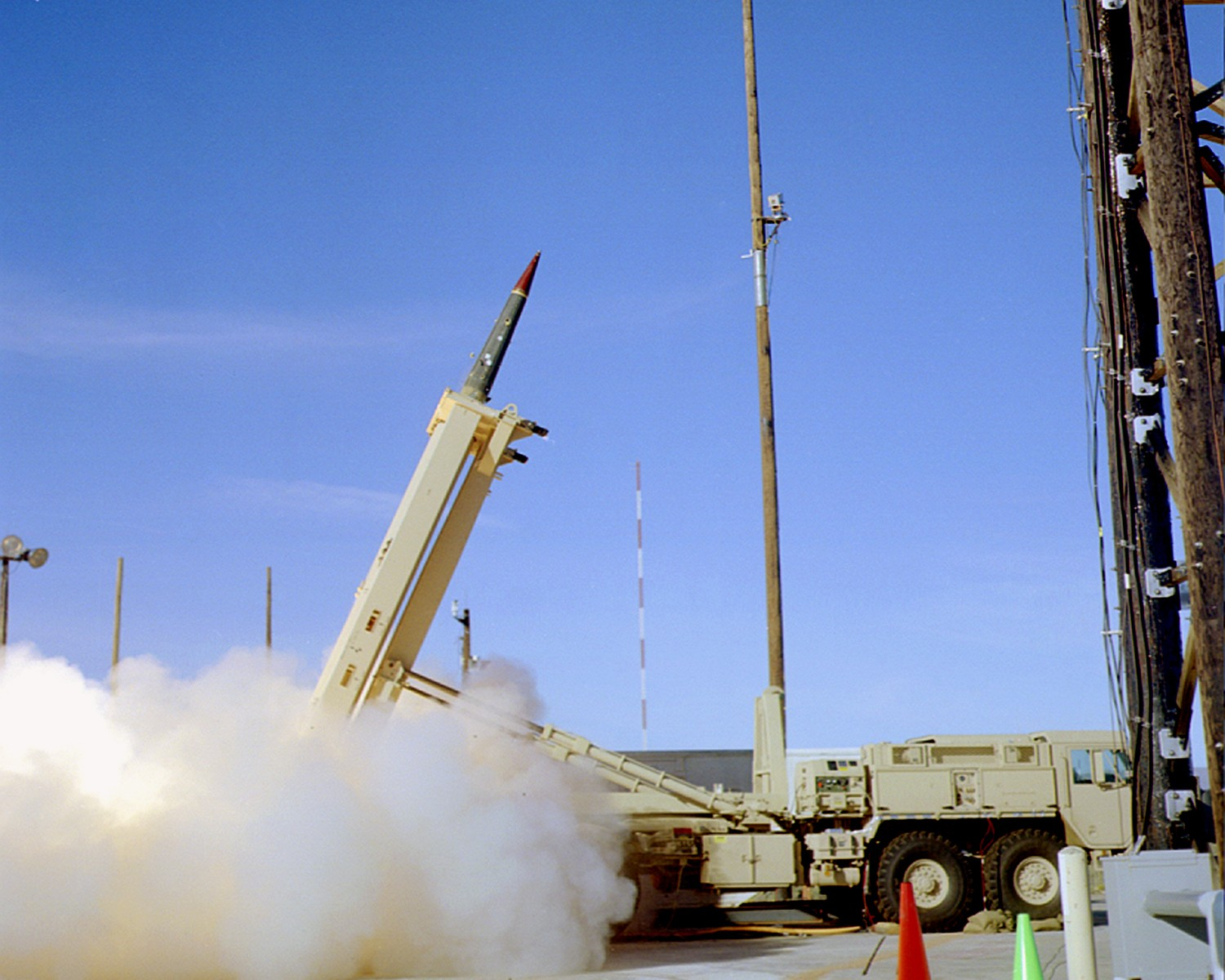
THAADミサイル

THAADミサイルは、主として大気圏外での迎撃を想定して開発されており、KEIやSM-3、GBIと同様に、赤外線で目標を追尾し、ロケット・スラスターで微調整しつつ、直撃による運動エネルギーで目標を撃破する運動エネルギー投射体を使用しており、THAADではKKV（Kinetic Kill Vehicle: 運動エネルギー迎撃体）と呼称されている。
システムの再設計もあって計画は遅れたが、2009年より配備が開始される見込みであり、また、THAADミサイル・システムの一部であるXバンド、フェイズド・アレイ・タイプの移動式レーダー（FBX-T）は、その優れた探知能力を買われ、先行してAN/TPY-2として制式化され、2006年6月、青森県の航空自衛隊車力分屯基地に隣接するアメリカ軍車力通信所に前方配備された。また2014年12月、京都府のアメリカ軍経ヶ岬通信所に2台目が配備された。

#### パトリオットPAC-3システム

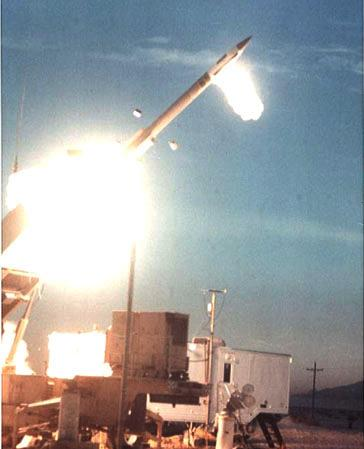
パトリオットPAC-3

一方、パトリオットPAC-3システムは既に実戦配備が開始されており、2003年のイラク戦争でも使用された。基本的には、従来高射部隊によって使用されてきたパトリオットミサイル・システムをベースとしてはいるが、ミサイル本体が直撃することによる目標撃破を主眼として新規開発されたPAC-3ミサイルを主用し、また、射撃指揮装置もリンク 16に対応するなど改修されている。ただし、対弾道ミサイル攻撃においては射程が20kmと短く（対航空機射程は80km超）、迎撃可能範囲が小さいという問題が指摘されている。また、射程の短さに伴って交戦機会が少ない。また終末速度が極めて高速になる大陸間弾道ミサイル（ICBM）や潜水艦発射弾道ミサイル（SLBM）には対応できないものとみられている。
PAC-3による防護範囲は、速度がマッハ6強（2km/秒）程度となる短距離弾道ミサイル（SRBM）に対しては、発射機より左右に各35km、前に40km、後に10kmの扇状の範囲（ギターのピックの形状・フットプリント）を迎撃できるが（PAC-2GEM＋の能力が大きい）、ノドンなど、日本において直面する可能性の高い準中距離弾道ミサイル（MRBM）攻撃（速度マッハ10=3.7km/秒）程度では、半径20kmの扇状の範囲にまで縮小する。ちなみにこの広さは市ヶ谷を起点として東京23区西部境界程度迄の広さ程度で、1個高射群に2個の発射機（即応弾各16基）、無線指揮車（無線によるリモートランチは30キロ圏程度可能）により部隊分割使用で最大8個までの首都圏近郊の高射部隊の発射機の内、埼玉からと、千葉からの展開で、市ヶ谷,朝霞,習志野の三点をもって首都枢要部をカバーできる能力に相当する。
湾岸戦争以来の開発の継続により、弾頭の改良、管制ソフトウエアのバグフィックス・アップデート、ロケット本体の新型化による高機動性の確保、即応弾の4倍増化、短射程を補うリンクシステムによる広域分散配置での要撃覆域の広域化を実現させ、イラク戦争時の実戦使用の戦訓をもってほぼ仕様内での能力を確保することに成功した。
なお、PAC-3は直撃を旨とするものの、225グラムペレット24個と高性能炸薬も搭載しており、弾道弾の撃墜の可能性を高めるとともに、生物・化学兵器の無力化を狙っている。

## 日本におけるミサイル防衛

### 導入に至った経緯
日本では、1993年に北朝鮮が核拡散防止条約を脱退すると、直ちにミサイル防衛網の構築検討に入った。1998年（平成10年）8月31日に行われた北朝鮮の弾道ミサイルテポドンの発射実験(いわゆるテポドンショック)以来、防衛システム構築のロードマップを樹立するなどして、北朝鮮の弾道ミサイル開発を日本の安全保障の脅威とみなしその動きを注視してきた。このため、米国のミサイル防衛計画の進行に鑑みて、小泉純一郎内閣総理大臣（第2次小泉内閣）は2003年（平成15年）12月19日の安全保障会議および臨時閣議によって、『日本版弾道ミサイル防衛（BMD）』のシステム導入を決定した。同日付で閣議決定「弾道ミサイル防衛システムの整備等について」（計画概要、総合的な防衛力の見直し、BMDが集団的自衛権に利用されるものではない旨の説明）を発表、同時に福田康夫内閣官房長官（当時）が周辺国に脅威を与えるものではないことを旨とした補助的な談話を公表した。そして2004年（平成16年）度から、毎年1,000億円から2,000億円の予算を計上し続けて、ミサイル防衛体制の構築と研究開発を続けている。2006年に北朝鮮が最初の核実験を行うと、SM3とPAC3迎撃ミサイルを導入・配備した。2018年には、迎撃範囲が高高度防衛ミサイル（THAAD）の10倍に達するイージス・アショアシステムの導入を開始した矢先、河野防衛大臣または防衛省は金銭面や期間的にイージス・アショアの配備は難しいとして配備の中止を宣言した。
ミサイル防衛導入のきっかけは北朝鮮のNPT離脱とテポドン1号の発射であったが、北朝鮮は既に日本へ向けて最大想定配備数約200～300基のノドンを実戦配備しているとされ、江畑謙介によれば、ノドンは地下サイロや移動式発射台のみならず、貨物船に偽装した朝鮮籍の工作船にも偽装船舶発射装置として配備可能とされている。このため、弾道ミサイルを同時に多数発射された場合は、ミサイル防衛システムでの弾道ミサイル防衛は事実上対処不能であり、大々的に事前展開する必要があるシステムの有効性とその導入に対して、一部の識者から疑問が投げかけられた。ただし「核弾頭搭載の弾道ミサイルが1発でも弾着すれば甚大な被害があるので、全弾迎撃が出来ないシステムを敢えて導入することは疑問」という意見に対しては、「核弾頭を1発でも迎撃できれば数十万人が助かるためシステムは有用。また、1996年に発生した「台湾海峡ミサイル危機」をケーススタディとして考慮すれば、通常弾攻撃による某国から日本に対する脅迫を排除する政治的手段、拒否的抑止力としての価値がある。」という反論もあった。
現在の日本のミサイル防衛体制は、迎撃システムの各要素（迎撃手段・探知誘導手段・指揮管制手段及び法制・システム運用経験・衛星情報連接経験）が連接を完了しており（ミニマム・パーフェクト）、アメリカ戦略軍航空戦闘軍団・北アメリカ航空宇宙防衛司令部との緊密な連携の下、更なるシステムの高性能化を目指した研究開発も進められている。
日本では、ミサイル防衛システムの導入と並行して、有事法制・国民保護法を施行した。もし、発射された弾道ミサイルが日本に迫った場合は、全国瞬時警報システムを通じて、国民に対して屋内退避が指示されることとなっている。弾道ミサイル攻撃によって、負傷したり生活の糧を奪われる被害を受けた国民は、屋内退避後すみやかに比較的安全な地域にある避難所や医療機関に移送され、けがの治療や当座の生活保護等の国民保護措置を受ける権利を有する。国民保護措置は、永住外国人および来日していて攻撃の憂き目にあった来日外国人や不法滞在者にも、国民と分け隔てなく適用される。ただし、弾道ミサイルの弾頭として大量破壊兵器が弾着した場合は、自衛隊や消防機関が現場に臨場できる程度まで放射線や有害物質の量が減少するか、除染の目処が立つまでの間、国民保護措置は実施されない。

### 構成

#### 司令部
日本のミサイル防衛作戦は、航空自衛隊の航空総隊司令官が任命されているBMD統合任務部隊指揮官によって一元的に指揮・統制される。ミサイル防衛には、早期警戒等の面でアメリカの協力が不可欠であることから、2012年3月に府中基地から横田基地への航空総隊司令部の移転を完了させ、日米共同の作戦センターの運用を開始した。また、発射から数分以内に着弾する弾道ミサイルから国土を守るためには迅速な判断が必要とされるため、2005年（平成17年）に改正された自衛隊法によって、弾道ミサイル迎撃の手続きが簡略化されBMD統合任務部隊指揮官への大幅な裁量が認められた。さらに2011年7月には、これに関連して航空総隊副司令官職を新設している。

#### 早期警戒衛星
ミサイル発射を最初に捉えるのはアメリカの早期警戒衛星である。日本の保有するレーダーや情報収集衛星は、原理的にリアルタイムでの情報収集は不可能であるため、衛星による早期警戒情報はアメリカ軍の北アメリカ航空宇宙防衛司令部に頼ることになる。米軍発表によると、2006年9月以来、日本周辺で弾道ミサイルが発射された場合を想定した日米間の運用訓練が実施されており、両国イージス艦及び空自の早期警戒管制機（AWACS）等による情報の共有訓練や、総理大臣官邸への第一報訓練も実施されている。
官邸サイドへの伝達時間は、理想状態で発射確認から1分と伝えられている。
アメリカ軍の三沢基地にはJTAGSが配備されており、早期警戒衛星からの警報はここで受信して、新自動警戒管制システム (JADGE)に入力することができると考えられている。

#### 在日米軍のミサイル監視機
在日米空軍は、常駐ではないが沖縄の嘉手納基地へRC-135コブラボールやWC-135などを展開させ、弾道ミサイル実験の光学/電子情報収集や、大気中に浮遊する放射性物質の観測・収集を行い、北朝鮮に対し日米共同でミサイル防衛体制を敷いている。
在日米軍基地では、弾道ミサイルの脅威が差し迫った場合、速やかに軍用機の空中退避と戦闘空中哨戒を実施。また、基地にいる戦闘員が個人の身を守れるように任務志向防護態勢と呼ばれるNBC対処を指示する。

#### 日本のミサイル監視機
各国が保有している空中早期警戒センサにはAWACSがあるが、これは電波（レーダー）のみを使用した早期警戒センサである。防衛省技術研究本部（現・防衛装備庁）は、遠方から高精度に弾道・巡航ミサイルやステルス機をより遠方から早期に探知できるよう、2025年頃を目標に高度な電波センサと光波（赤外線）センサを融合させて更にパッシブレーダー能力を付与した日本独自の早期警戒機（ミサイル監視機）を開発することを目指している。
その第一歩として、2000年（平成12年）度から2010年（平成22年）度まで「将来光波センサシステム構成要素技術の研究」の名目でUP-3Cを試験母機にした「将来センサシステム（搭載型）」と呼ばれる航空機搭載型赤外線センサシステムを開発した。このセンサシステムは通称エアボス（AIRBOSS、Advanced Infrared Ballistic-Missile Observation Sensor System）とも呼ばれ、その役割から日本版コブラボールとも呼ばれた。航空機に搭載して運用するため目標の背景が宇宙空間となり、衛星で弾道ミサイルの発する赤外線を探知するより優れた部分もある。2005年（平成17年）11月と2007年（平成19年）12月には米ハワイ州での試験で弾道ミサイルの捜索・探知・追尾に成功した。
また、これと同時に「2波長赤外線センサ技術の研究」を2005年（平成17年）度から2012年（平成24年）度まで行っており、2007年（平成19年）度から2012年（平成26年）度まで行う予定だった「将来無人機構成要素の研究」の一部要素を割愛して2007年（平成19年）度から2010年（平成22年）度まで「早期警戒滞空型レーダ技術の研究」を行った。これらの研究の成果を反映して、2010年（平成22年）度から2017年（平成29年）度まで「電波・光波複合センサシステムの研究（遠距離探知センサシステムの研究）」の名目で、電波（レーダー）と光波（赤外線）で得られた情報を融合させて目標を探知する航空機搭載型センサシステムを開発中である。
この母機としてはP-1があがっており、平成27年（2015年）度概算要求において「国産大型機への早期警戒機能付与に関する調査研究」として8,000万円が計上されたが認められなかった。

#### J/FPS-5警戒管制レーダー
J/FPS-5は、航空自衛隊の各方面航空警戒管制団への配備が進んでいる警戒管制レーダーで、アンテナの球状カバーの形状からガメラレーダーとも通称されている。開発時は将来警戒管制レーダー (FPS-XX)と呼ばれていた。航空機による領空侵犯とミサイル防衛の双方に対応できる併用レーダーであり、数千キロとも言われる優れた長距離探知能力から、発射直後のミサイルを探知して早期警戒情報を発信する。LバンドとSバンドの2波長帯域を使用するアクティブ・フェーズド・アレイ・レーダーである。
2008年度末から2011年度末までに、青森県（大湊）、新潟県（佐渡）、鹿児島県（下甑島）、沖縄県（与座岳）にある航空自衛隊の各分屯基地に、1基ずつ計4基が配備され運用が開始された。

#### 基幹回線
ミサイル防衛網の基幹回線としては、新自動警戒管制システム（JADGE: Japan Aerospace Defense Ground Environment）が使用される。早期警戒衛星や警戒管制レーダーで捕らえられた弾道ミサイル情報はJADGEによって各迎撃部隊に送られる。
JADGEは、2008年度までにミサイル防衛システムとの連接するための改修設計と製造を完了し、2009年度にFPS-5と連接、2010年度にXバンドレーダーと連接、2011年度に適合化改修を完了させた。

#### 中間航程に対する迎撃部隊（イージスBMD）
海上自衛隊のイージスBMD艦が、イージス弾道ミサイル防衛システムを用いて弾道ミサイルを迎撃するにあたり、弾道ミサイルの早期警戒情報を、少なくとも二つの経路で受信することができると考えられている。一つ目はIBSで配布された早期警戒情報受信することが出来るIBS/JTTを搭載したアメリカ軍のイージスBMD艦から、リンク 16を経由して情報を受信することができる。この場合、日本のイージスBMD艦が米艦の見通し距離内にいる必要がある（リンク16は見通し距離でないと通信が出来ない）。二つ目は、日本のイージスBMD艦の一部が装備する、リンク16の衛星中継版であるS-TADIL Jを経由して米艦が受信した早期警戒情報を受信することもでき、この場合には米艦と見通し距離を維持している必要はない。将来的には日本側の地上施設からS-TADIL J経由で送信することも考えられる。
2010年3月現在で、日本が保有しているミサイル防衛資産のうち、最初に交戦することとなるのが、イージスBMDシステムを備えた海上自衛隊の海上構成部隊と在日米海軍である。在日米海軍は横須賀港にアーレイ・バーク級ミサイル駆逐艦「フィッツジェラルド」、「カーティス・ウィルバー」、「ジョン・S・マッケーン」、「ステザム」、「ラッセン」、「マスティン」「マクキャンベル」を弾道ミサイル監視艦として、タイコンデロガ級ミサイル巡洋艦「シャイロー」を弾道ミサイル迎撃艦として配備している。
又2011年04月におこなわれたFTM-15: First "Launch on Remote" Aegis Missile Defense Testで示されたように発達型のイージスシステムが登場した場合は、C2BMC（指揮管制戦闘管理通信システム）を介して迎撃を可能にするリモート発射能力が確認されている（FTM-15では、現用SM-3でウエーク島のAN/TPY-2により1,000km以上離れたクェジェリン島から発射された 3,000-5,500km型のトライデントSLBM改造型標的弾頭の迎撃に成功している・車力分屯基地のAN/TPY-2から朝鮮半島基部までは1,000-1,300km程度）。
上述のとおり、2011年現在、アメリカ軍においてはイージスBMD3.6と呼ばれるバージョンが実戦配備されつつあるが、日本においては、その日本版としてイージスBMD3.6JまたはJB1.0と呼ばれるものが開発されている。オリジナルのイージスBMD3.6との主たる相違点は、IBS/JTTを搭載しないことである。イージスBMD3.6Jは2010年度までにこんごう型護衛艦4隻に搭載され、こんごう型はミサイル防衛能力を獲得した。これにより、2隻の作戦配備艦で南西諸島を除いた概ね北海道から九州までの範囲を防衛できる。
また、イージスBMDシステムにおいて重要な要素であるSM-3ブロックIIの発展開発は日米共同で行われており、これによって開発されるSM-3ブロックIIAは2015年より配備開始されたイージスBMD5.1に組み込まれ2018年から実戦配備されるとされた。イージスBMD5.1とSM-3ブロックIIA搭載艦は、2隻で南西諸島を含めた日本列島全域を防護可能であり、また、より高速で高射程の射程5,500km程度の中距離弾道弾（IRBM）まで迎撃可能になる。
弾道ミサイル攻撃から我が国を常時・持続的に防護できる能力を抜本的に向上させるため、平成29年12月19日、国家安全保障会議及び閣議により、陸上配備型イージス・システム（イージス・アショア）2基の導入等を決定した。1基目の配備まで約6年間を要すると米側から提案されており、搭載レーダーに米ロッキード・マーチン社製の「SSR」を採用することも決定した。2019年1月29日、米国防総省は、陸上配備型迎撃ミサイルシステム「イージス・アショア」2基と関連費用を、21億5千万ドル（約2350億円）で日本に売却することが米国務省に承認されたと発表した。当初は秋田市と山口県萩市に１基ずつ配備し、2023年度の運用開始を見込んでいたが、2019年6月に防衛省が秋田県に提出した報告書に誤りがあったことや、迎撃ミサイルのブースター改修に多額の費用と年数がかかることから、2020年6月24日に配備計画を撤回する方針を決定した。

#### 終末航程に対する迎撃部隊

##### パトリオットPAC-3

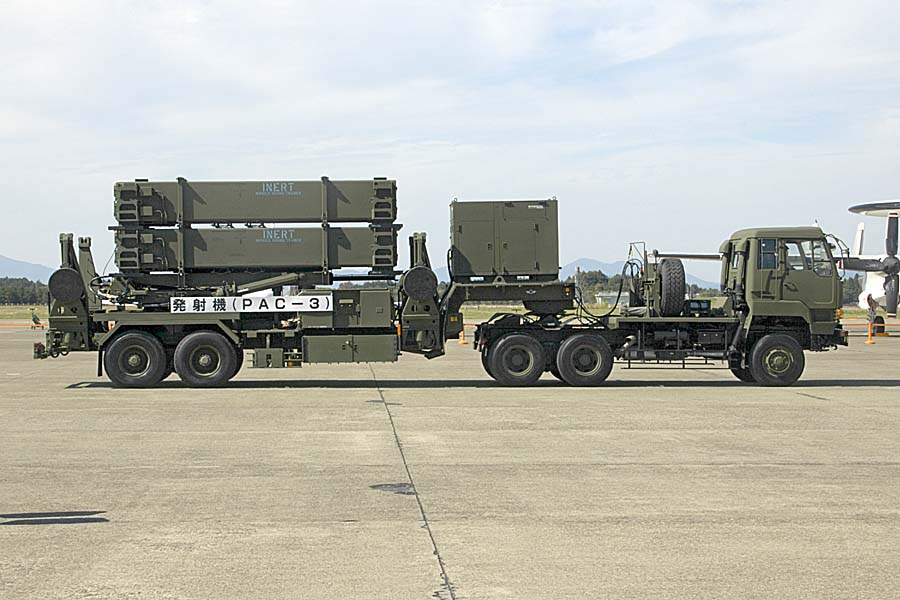
PAC-3発射機（航空自衛隊所属の車輌）

海上自衛隊のイージスBMD艦がミッド・フェイズでの迎撃に特化している現在、弾道ミサイルの終末局面（ターミナルフェイズ・再突入から着弾期）での迎撃を行うのは航空自衛隊の高射部隊が保有するパトリオットミサイル PAC-3であり、その攻撃を行うための目標の捕捉・追尾を行うのは、地上配備型の警戒管制レーダーFPS-3改とFPS-5、FPS-7である。FPS-3改は、既存のFPS-3に対して2008年度に3基、2009年度に4基の能力向上を施し、ミサイル防衛に対応させた。PAC-3部隊は、弾道ミサイル発射から交戦までの時間的な猶予が比較的大きいことから、JADGEの地上回線を経由して弾道ミサイル情報を受信し迎撃に当たる。
パトリオットPAC-3システムには、射撃管制装置など各種装置と、PAC-3とPAC-2GEM＋（PAC-2改2型）のミサイルが含まれる。システム名とミサイル名が同一である為に間違い易いが、PAC-2GEM＋も弾道弾迎撃のため改良されたミサイルで、弾道弾迎撃能力を有しており、混合配備も行われる。
航空自衛隊の1個高射群は4個高射隊により編成されていて、基本的に1個高射隊は1個のファイヤユニットで編成される。1ユニットの編成は射撃管制装置・レーダー装置・アンテナマスト・電源車・無線中継装置・発射機5機からなる。（MD対応部隊では3機にPAC-2・2機にPAC-3を搭載）当初は、2007年度から2010年度までに毎年4ユニットずつ（2007年度に第1高射群配備・2008年度に高射教導隊と第2術科学校配備、2009年度に第4高射群配備、2010年度に第2高射群配備）、2011年度と2012年度に予備用に毎年1ユニットずつを配備してPAC-3によるミサイル防衛網の構築を完了する予定だったが、北朝鮮のミサイル開発が進展していることから、既存のPAC-3を分散再配置することにより全高射群にPAC-3を配備するよう計画を変更した。2011年度予算で調達した第5高射群用の1ユニット分が2014年度に配備されることで、PAC-3によるミサイル防衛網が完成する予定である。
また、航空自衛隊車力分屯基地と京都府のアメリカ軍経ヶ岬通信所には、AN/TPY-2警戒管制レーダーが配備されている。これはトレーラーほどの大きさの移動式前方配備型Xバンドレーダー（FBX-T）で、THAADミサイル・システムで利用されているレーダーを転用したものであり、アメリカ軍が運用するが日本側と連接され、ホットポイントである日本海における固定用（ウオッチタワー）であると考えられている。

##### その他の迎撃部隊
その他のミサイル迎撃能力（主に巡航ミサイル）を有する火器として、03式中距離地対空誘導弾（中SAM）・11式短距離地対空誘導弾（11短SAM）が陸上自衛隊で開発されている。これらの火器はPAC-3より短射程であるが、対巡航ミサイル戦を想定して開発された地対空ミサイルである。これらは対空戦闘指揮統制システム（ADCCS）を介し、JADGEシステムと接続することができる。中SAMは陸上自衛隊の方面隊直属の高射部隊（高射特科団・高射特科群。例外として沖縄の第15高射特科連隊）に、11短SAMは一部の師団旅団隷下の高射特科部隊に配備されている。また、11短SAMは「基地防空用地対空誘導弾」として、航空自衛隊の基地防空隊への配備が進められている。

#### 研究
従来の迎撃システムでは対処が困難な極超音速兵器への対処として、レールガンの研究が行われている。

## 配備の是非に関する議論
ミサイル防衛計画に対し、それぞれの立場・見地から批判がある。なお、内閣府が平成18年（2006年）2月に行った世論調査によれば、ミサイル防衛について賛成が56.6%、「反対」とする者の割合が25.2%で、賛成が多数となっている。
中国は2017年11月に韓国に「米国のミサイル防衛（MD）体制に加わらない。」「韓米日安保協力が三カ国軍事同盟に発展することはない。」
「THAADの追加配備は検討しない。」という3つの「不」に、王毅外相が22日に「現有のTHAADシステムの使用に関しては、中国の戦略的安全性の利益を損なわないよう、制限を設けなくてはならない」という韓国の外相に要求した1つの「制限」を加えた「三不一限」を合意させたように、THAADミサイル配備に対して徹底した経済報復を行うなど、中国やロシアのように自国の核ミサイルのみを撃ち落とされるとして国家の安全保障政策を左右する行為と認識している。韓国は北朝鮮に対応した在韓米軍のミサイル防衛兵器が中国側から中国の弾道ミサイルを監視するものとして配備を中止するよう制裁を加えられ、防戦一方になっている。

## ソビエト・ロシア
- Барьер (система противоракетной обороны)（ロシア語版） - 	1954から1956年の計画。
- Система «А»（ロシア語版） - 以前の計画を引き継ぎ、対弾道ミサイル試験施設シャリー・シャガンに配備され、1955年から1960年にかけて開発され、1964年までテストされた。1961年3月4日、V-1000（ロシア語版）は、弾道ミサイルR-12 ドヴィナ（ロシア語版）を迎撃した。
- A-35弾道ミサイル防衛システム（ロシア語版） - モスクワ周辺を防衛するために配備された。1972年6月から1990年代まで運用された。
- Наряд (система противоракетной обороны)（ロシア語版） - 宇宙空間に置かれる予定だった迎撃システム。
- A-135対弾道ミサイル迎撃システム（英語版）
- A-235対弾道ミサイル迎撃システム（英語版）
- Terra-3